# 蘇拉克河
蘇拉克河是俄羅斯的河流，位於達吉斯坦共和國，河道全長144公里，流域面積15,200平方公里，河水主要來自融雪，河水供應馬哈奇卡拉和卡斯皮斯克。
43°15′16″N 47°32′56″E / 43.25444°N 47.54889°E